# Nico Brandenburg

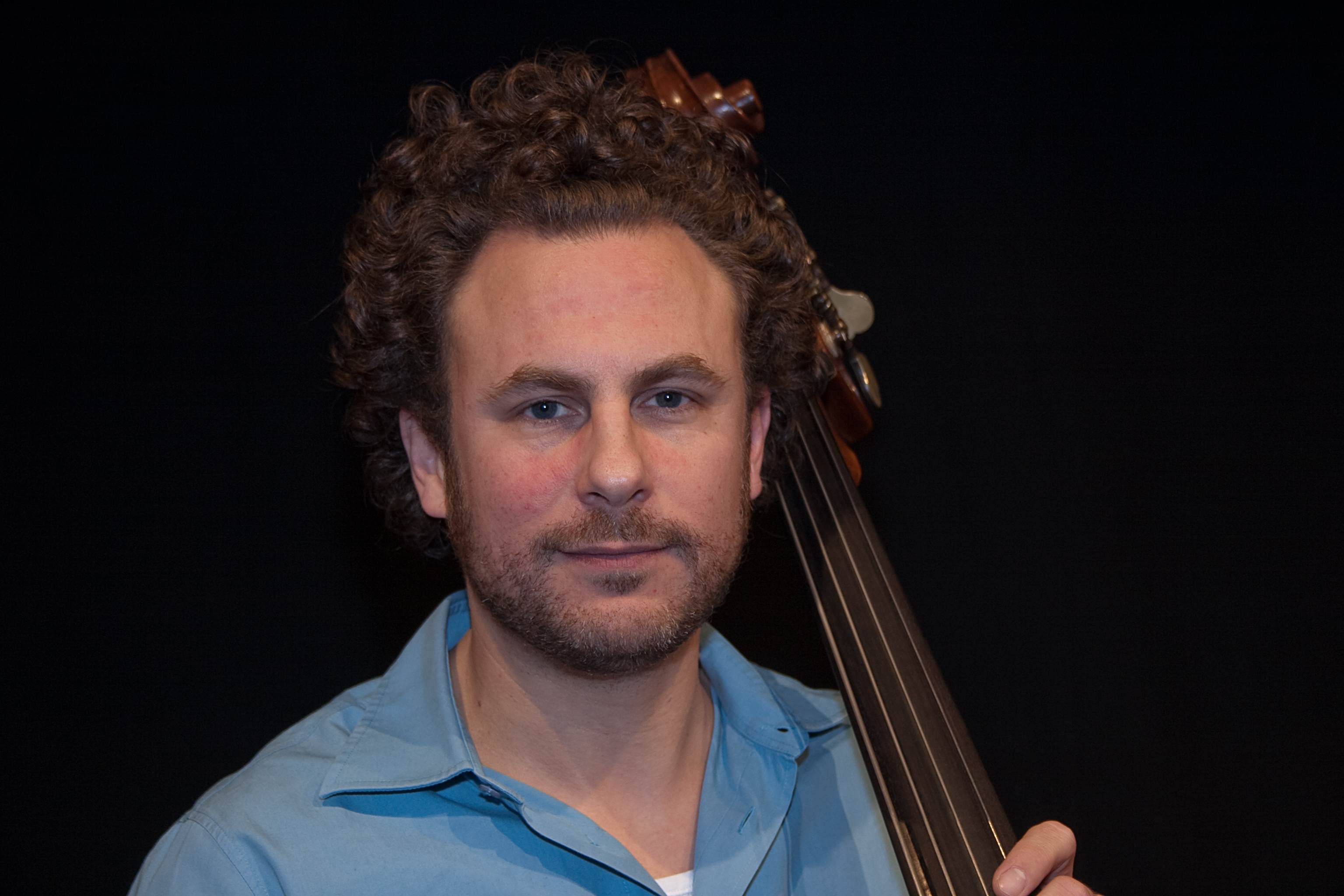
Nico Brandenburg (2010)

Nico Brandenburg (* 19. November 1970 in Düsseldorf) ist ein deutscher Jazzmusiker (E-Bass, Kontrabass), der auch im Bereich der Weltmusik aktiv ist.

## Leben und Wirken
Brandenburg studierte von 1993 bis 1998 E-Bass an der Hochschule der Künste Arnheim und absolvierte im Anschluss den Studiengang Jazz-Kontrabass an der Folkwang Universität bei John Goldsby.
1999/2000 war er Bassist für das Musik-Quiz „Hast du Töne“ (VOX, 72 Sendungen). Seit 2001 ist er als freischaffender Musiker in Düsseldorf tätig. Mit der persischen Sängerin Noshaafarin war er auf Europatournee; auch hatte er Auftritte mit dem kurdischen Sänger Ciwan Haco. Sieben Jahre lang war er Mitglied in der Gruppe des Flamencogitarristen Rafael Cortés. Er arbeitete mit der WDR Big Band Köln, mit Lena Meyer-Landrut (Deutschland-Tournee), Udo Lindenberg, Bob Mintzer, Axel Fischbacher, Tom Lorenz, Maya Fadeeva und Joscho Stephan. Aktuell gehört Brandenburg zum Sebastian Gahler Trio, Luis, dem Mathias Höderath Trio, der Tom Gaebel Band und dem Jazzensemble Düsseldorf. Außerdem ist er Mitglied in der Band IndigoJazzlounge um Gahler und Inga Lühning, die 2014 bei JazzSick das Album New Bar Standards veröffentlichte. 2019 tourte er mit Adam Nussbaum, Axel Fischbacher und Martin Sasse, 2020 mit Max Mutzke. Überdies ist er auf Alben mit Alex de Macedo, dem Sebastian Gahler Trio, mit Joscho Stephan und Axel Fischbacher zu hören. 
Brandenburg ist seit 2010 Dozent für Kontrabass / E-Bass am Institut für Musik und Medien der Robert Schumann Hochschule Düsseldorf.